# Malév-Flug 240
Der Malév-Flug 240 (Flugnummer: MA240) war ein Linienflug der ungarischen Fluggesellschaft Malév von Budapest nach Beirut. Am 30. September 1975 stürzte die Maschine, eine Tupolew Tu-154A aus bis heute ungeklärten Gründen ins Meer. Alle 60 Insassen starben.

## Flugzeug
Die Tupolew Tu-154 mit der Hersteller-Seriennummer 74A053 wurde 1973 gebaut und flog zunächst für Aeroflot und Egypt Air. Nachdem sie auf Tu-154A-Standard hochgerüstet wurde, stellte man sie am 20. Juni 1975 mit dem Luftfahrzeugkennzeichen HA-LCI in den Dienst der Malév. Die Maschine hatte zum Zeitpunkt des Unfalls insgesamt 1186 Flugstunden absolviert.

## Besatzung
| Position        | Name           | Alter | Flugstunden | ...davon Tu-154 |
| --------------- | -------------- | ----- | ----------- | --------------- |
| Flugkapitän     | János Pintér   | 42    | 03.700      | 01.400          |
| Erster Offizier | Károly Kvasz   | 36    | 03.300      | 01.245          |
| Navigator/Pilot | Árpád Mohovits | 43    | 1.300       | 0300            |
| Flugingenieur   | István Horváth | 39    | 01.600      | 01.400          |
| Techniker       | László Majoros |       |             |                 |

Die Kabinenbesatzung bestand aus Flugbegleitern Ágnes Kmeth, Richárd Fried, Mercedesz Szentpály, Miklósné Herczegh und Lászlóné Németh.

## Passagiere
Die Maschine war an diesem Tag nur zu etwa einem Drittel belegt. An Bord befanden sich insgesamt 50 Passagiere, die überwiegend Libanesen, Ägypter und Palästinenser waren. Neben vier französischen Nonnen und einem britischen Ehepaar mit dreijährigem Kind reisten auch zwei finnische Diplomaten mit. Ursprünglich wollte auch eine hochrangige 53-köpfige Delegation der Palästinensischen Befreiungsorganisation (PLO) mitreisen. Diese entschloss sich aber kurzfristig anders. Einer Gruppe von finnischen Soldaten, die planten den Flug zu nehmen, sagte die Malév ab und verwies darauf, dass die Maschine bereits ausgebucht sei, obwohl sogar mit PLO-Delegation noch etwa 60 Plätze frei gewesen wären. Bereits zwei Wochen vor dem Flug war es nicht mehr möglich gewesen, Tickets zu kaufen.
| Staatsangehörigkeit                | Passagiere | Anmerkungen                                          |
| ---------------------------------- | ---------- | ---------------------------------------------------- |
| Libanon, Ägypten und Palästinenser | 38         | Leichen von 20 Libanesen identifiziert               |
| Frankreich                         | 4          | Nonnen                                               |
| Vereinigtes Königreich             | 3          | Ehepaar mit 3-jährigem Kind                          |
| Finnland                           | 2          | Diplomat Mauri Kroh und UN-Beobachter Heikki Paavola |
| Ungarn                             | 1          | Gábor Glausius                                       |
| Angola                             | 1          |                                                      |
| Saudi-Arabien                      | 1          |                                                      |
| Gesamt                             | 50         |                                                      |

## Flugverlauf
Ursprünglich sollte die Maschine um 16:50 Uhr in Budapest starten. Da aber auf eine PLO-Delegation gewartet wurde, verspätete sich der Flug, und der Start wurde drei Mal verschoben. Nachdem die PLO-Delegation sich anders entschloss und doch nicht eintraf, startete die Maschine erst um 23:10 Uhr. Nachdem die Besatzung um 02:33 Uhr Kontakt mit dem Flughafen in Beirut aufnahm, erhielt sie die Erlaubnis, auf 6000 Fuß zu sinken. Der Flug erfolgte bis zu diesem Zeitpunkt ereignislos.  Wenig später stürzte die Maschine 10 Kilometer vor Beirut ins Mittelmeer.
In Beirut herrschten hervorragende Wetterbedingungen. Die Sichtweite betrug 20 Kilometer, der Himmel war wolkenlos. Zum Zeitpunkt des Unglücks waren in Beirut weder das Radar noch das Instrumentenlandesystem in Betrieb.

## Untersuchung

### Hintergrund
Der Libanon befand sich zum Zeitpunkt des Fluges im Bürgerkrieg und deshalb stellten die meisten Fluggesellschaften wegen der Sicherheitslage ihre Flüge dorthin ein. Beirut war schwer umkämpft und wurde aus Europa nur noch von Malév und Interflug angeflogen. Am Tag des Fluges hatte die PLO ein Vertretungsbüro in Budapest eröffnet. Hierfür war eine ranghohe PLO-Delegation um den Stellvertreter Jassir Arafats, Khaled al-Fahum angereist, die mit diesem Flug wieder zurück in den Libanon geflogen werden sollte. Diese sagte den Flug aber im letzten Moment ab, wie schon etwa einen Monat zuvor, als sie zur Eröffnung eines Vertretungsbüros in Prag am 19. August 1975 angereist war. Die Delegation sollte damals mit einem Linienflug der Československé aerolinie (Flugnummer: CSA 540) aus Prag wieder zurückgeflogen werden. Diese Maschine stürzte aber ähnlich wie diejenige auf dem Malév-Flug 240 unter ungeklärten Umständen nahe Damaskus ab.

### Haltung Ungarns
Die Regierung des sozialistischen Ungarns versuchte den Unfall zunächst tagelang zu vertuschen und hatte später kein Interesse daran, die Maschine zu bergen oder die Unfallursache zu untersuchen. Hilfsangebote der Briten und US-Amerikaner wurden mit der Begründung abgelehnt, dass der Libanon dafür zuständig sei. Die Untersuchungen wurden nach weniger als zwei Wochen mit der Begründung abgeschlossen, dass man den Grund für den Absturz nicht gefunden habe. Die Maschine und die Leichen wurden laut offiziellem Bericht nicht geborgen, da sie sich in mehreren hundert Metern Tiefe befanden.
Im Jahre 2003 wurde der Fall vom Ungarischen Geheimdienst untersucht. Die Ergebnisse werden jedoch geheim gehalten.
Im Jahr 2009 wurde jedem Hinterbliebenen pro Kopf 4.000.000 Forint (damals etwa 14.815 €) durch die Ungarische Regierung zugesichert.

### Verbleib
Die Maschine mit ihrem Flugschreiber befindet sich noch immer auf dem Grund des Meeres. Technisch wäre heute eine Lokalisierung und Bergung der Maschine möglich.
Laut UN-Bericht wurden entgegen ungarischer Berichte dennoch 37 Leichen durch Libanesen geborgen und teilweise in der medizinischen Fakultät der amerikanischen Universität in Beirut obduziert. Von den 37 geborgenen Leichen wurden 20 überwiegend libanesische identifiziert. Einige der arabischen Leichen wurden an ihre Familien übergeben, die übrigen in einem Massengrab an einem unbekannten Ort nahe Beirut beigesetzt.

## Theorien

### Raketenabschuss
Ein Abschuss mit Raketen ist die am weitesten verbreitete Theorie. Da möglicherweise bekannt geworden ist, dass sich an Bord hohe Vertreter der PLO befinden könnten, ist es möglich, dass beispielsweise Syrien oder Israel die Maschine mit aus ihren Abfangjägern abgeschossenen Raketen zum Absturz gebracht haben könnten, um die PLO zu schwächen. Zum Zeitpunkt des Absturzes befand sich eine auf den britischen Militärbasen in Akrotiri und Dekelia auf Zypern stationierte Lockheed C-130 der Royal Air Force in der Nähe. Wie später der Kapitän Mike Dikson berichtete, sah er die Positionslichter der Maschine und wurde um 2:33 Uhr Augenzeuge, wie nach einer Explosion ein Feuerball entstand und Wrackteile ins Meer fielen. Daraufhin lenkte er seine Lockheed zum Einschlagsort und überflog die Wrackteile in 150 Metern Höhe mit eingeschalteten Außenscheinwerfern. Jedoch konnten dabei keine Überlebenden gefunden werden.
Einige Touristen, die in Hotels an der Küste in Beirut wohnten, berichteten ebenfalls, wie sie nach einer Explosion einen Feuerball ins Meer fallen sahen.
Eine Beteiligung Israels wird dennoch angezweifelt, da der Geheimdienst bei der Durchführung einer solchen Aktion genau überprüft hätte, ob sich die PLO-Delegation wirklich an Bord befindet. Bereits zweieinhalb Jahre zuvor musste sich Israel dafür öffentlich entschuldigen, eine zivile Maschine wegen eines Irrtums abgeschossen zu haben (siehe auch Libyan-Arab-Airlines-Flug 114).
Es gibt auf der anderen Seite allerdings auch Indizien, die darauf hindeuten, dass Israel die Maschine abgeschossen hat. In seinem Buch „Das Geheimnis von Malev Flug 240 - mysteriöser Absturz vor Beirut“ schreibt der österreichische Luftfahrtexperte und Journalist Patrick Huber, unter Berufung auf die ungarische TV-Dokumentation „A Malév 240-es járatának története“, dass dort eine mit britischem Akzent Englisch sprechende Informantin namens "Jessica" im Interview gesagt habe, dass der Abschuss durch einen israelischen Phantom-Kampfjet erfolgt sei. Die Informantin war damals nach eigenen Angaben bei der Royal Air Force auf Zypern stationiert. Für das Buch interviewte der österreichische Experte auch Laszlo Nemeth, den Ehemann einer der an Bord ums Leben gekommenen Stewardessen. Nemeth bestätigte beim persönlichen Treffen der beiden Männer in Budapest gegenüber Huber die Authentizität der Informantin „Jessica“, er, Nemeth, habe selbst ebenfalls mit ihr Kontakt gehabt. Nemeth befasst sich seit Jahrzehnten mit dem Fall und hat tausende Seiten Dokumente zusammengetragen und unzählige persönliche Gespräche mit mittlerweile verstorbenen Zeugen geführt. Er wurde auch selbst mehrfach von ungarischen Print- und Fernsehmedien zu dem Thema interviewed. Huber schreibt in seinem Buch: „Laut Lászlo Németh stand die PLO-Delegation nämlich auf dem finalen Passenger Manifest, obwohl sie Flug MA240 gar nicht geboardet hatte. Wenn Israel also davon ausgehen konnte, dass 53 ranghohe palästinensische Terroristen an Bord der HA-LCI waren, so könnte es die Maschine für sich als legitimes militärisches Ziel betrachtet haben, wenngleich diese Sichtweise völkerrechtlich nicht gedeckt ist, da es sich um ein Zivilflugzeug gehandelt hat. Für Lászlo Németh gibt es keinen Zweifel, dass Israel verantwortlich ist: ,Ich habe jeden Grund anzunehmen, dass Israel MA240 abgeschossen hat.'“ Huber gilt als einer der führenden österreichischen Luftfahrtexperten, der auch regelmäßig von TV-Sendern und Printmedien um seine fachliche Einschätzung zu Luftfahrtthemen gebeten wird.
Im Interview mit Patrick Huber sagte Laszlo Nemetz Anfang des Jahres 2024: „Ich führte auch eine Unterredung mit dem Offizier, der an diesem Tag für die Passkontrolle von VIP-Passagieren zuständig war. Er bestätigte mir, dass er extra in den Dienst beordert wurde, um die palästinensische Delegation abzufertigen, diese Leute aber niemals kamen. Er sagte, dass er am Flughafen blieb, bis die Maschine gestartet war. Ein anderer Malév-Mitarbeiter, der für das Passenger Manifest verantwortlich war, verließ den Flughafen dagegen mit den Dokumenten, bevor die Maschine gestartet war. Auf seinen Unterlagen stand die palästinensische Delegation also, obwohl sie tatsächlich niemals zum Flughafen kam. Folglich hat er auch an seine Vorgesetzten gemeldet, dass die Palästinenser auf diesem Flug waren, weil er davon ausgegangen ist und gar nicht wusste, dass die Männer No-shows waren. Damit schienen die 53 Palästinenser in allen offiziellen Aufzeichnungen von Malév auf und ich habe jeden Grund anzunehmen, dass folglich auch der israelische Geheimdienst davon ausging, dass sie tatsächlich an Bord gegangen waren. Letzten Endes war der Abschuss wohl einfach ein Geheimdienstfehler. Bevor mir jemand unterstellt, dass ich Antisemit sei, möchte ich festhalten, dass ich das nicht bin. Viele Personen, die mich bei meiner jahrelangen Recherche unterstützt haben, waren selbst Juden und ich bin ihnen dafür zu Dank verpflichtet.“

### Waffen an Bord
Vor dem Start wurden laut offiziellem Bericht insgesamt vier Tonnen Fracht in die Maschine verladen – dies dürfte in Wirklichkeit aber weit mehr gewesen sein. Wegen der großen Menge wurden dies möglicherweise auch in der Passagierkabine verstaut. Zu dieser Zeit war es nicht unüblich, dass von der Sowjetunion Waffenlieferungen in Auftrag gegeben wurden, die mit zivilen Maschinen von Ostblock-Staaten unentgeltlich durchgeführt wurden, um Verbündete zu unterstützen. Möglicherweise waren wegen der schweren Waffen weniger Passagiere zugelassen.
Das Einsteigen fand an einem abgelegenen Hangar statt, um weniger Aufmerksamkeit zu erregen. Nachdem die Flutlichter an diesem Hangar für 15 Minuten ausgeschaltet worden waren, wurden aus mit Planen bedeckten Lastwägen abgeschlossene Kisten in großer Anzahl mit der Aufschrift Videoton in die Maschine verladen. Das Ausfallen der Beleuchtung wurde später offiziell mit einem Stromausfall begründet. Laut dem ehemaligen Chefpilot der Malév András Fülöp, wurde solche Fracht üblicherweise als Schreib- oder Nähmaschinen deklariert, in Wirklichkeit waren es aber Waffen. Zudem wäre es der Crew deshalb angeblich verboten worden im Notfall eine Notlandung im NATO-Mitgliedsstaat Türkei zu machen, da befürchtet wurde, dass bei einer Durchsuchung die Waffen gefunden worden wären. Es ist nicht ausgeschlossen, dass die Waffen in der Maschine eine Explosion ausgelöst haben und sie deshalb verunglückt ist.